# Новогодний бал в Сан-Франциско (1965)
Новогодний бал 1965 года в Сан-Франциско — событие в истории общины ЛГБТ города Сан-Франциско (США). Бал был организован Советом по религии и гомосексуальности как мероприятие, направленное на углубление диалога между верующими и гомосексуалами. Участники бала подверглись преследованию со стороны служащих полицейского управления, неоднократно проникавших в здание под надуманными предлогами, а затем попытавшихся спровоцировать посетителей на беспорядки. Двое участников бала, а также билетёр и адвокаты Совета по религии и гомосексуальности были арестованы. На суде они были оправданы, а затем был подан встречный иск против превысивших свои полномочия полицейских чиновников. Эти события вызвали общественный резонанс, приведший к изменению взаимоотношений полиции и властей Сан-Франциско и городской гомосексуальной общины.

## События в день бала
В 1964 году в Сан-Франциско был основан Совет по религии и гомосексуальности (англ. Council on Religion and the Homosexual, CRH). Его создателями были гомосексуальные активисты Сан-Франциско и представители прогрессивных кругов из числа протестантских священнослужителей, искавшие пути для углубления диалога; католических священников среди основателей организации не было.
Сан-францисский союз содержателей баров для геев, известный как Трактирная гильдия (англ. Tavern Guild), принял участие в создании CRH, организовав для этой цели сбор пожертвований. После этого Трактирная гильдия организовала для членов CRH новогодний бал в Калифорния-холле (на углу Полк-стрит и Терк-стрит), назначенный на 1 января 1965 года. О проведении бала было сообщено мэрии Сан-Франциско, все необходимые документы были также представлены городскому управлению полиции, давшему разрешение на это мероприятие. Тем не менее, начальник полиции Сан-Франциско Томас Кэхилл затем передумал и в день бала направил к Калифорния-холлу более двух десятков полицейских с прожекторами, аппаратурой для фото- и киносъёмки и пачкой незаполненных бланков личной информации. Присутствие полиции рядом со зданием заставило большинство из 1500 обладателей входных билетов вернуться домой, отказавшись от посещения бала, но количество посетителей всё же составляло от 500 до 600 человек.
Представители духовенства, входившие в состав CRH, попытались обратиться к полицейским в кордоне и убедить их оставить участников вечера в покое, но поскольку полицейские силы Сан-Франциско в это время состояли преимущественно из католиков, их отсутствие среди священнослужителей свело эти усилия на нет. В течение вечера полицейские несколько раз проникали в Калифорния-холл под искусственными предлогами — в том числе под предлогом инспекции пожарной безопасности и проверки лицензии на продажу алкоголя. Адвокатов CRH, потребовавших от полиции покинуть здание в отсутствие оснований для её присутствия, арестовали. Кроме того, под арест были взяты билетёр и двое участников бала. Присутствовавший на мероприятии священник вспоминал:
Двое мужчин стояли на раскладных стульях и, когда те начали падать, вцепились друг в друга. Один из полицейских спросил другого: «Ты видел, как эти двое целовались?»
Человек, который их сопровождал от входа, ответил: «Нет, я не видел и вы не видели».
Тем не менее, эти двое были арестованы за похотливое и развратное поведение.
Когда полицейские убедились, что основания для нахождения в здании исчерпаны, они выстроились в цепь напротив входа и стали оскорблять участников бала, пытаясь спровоцировать их на беспорядки. В ответ лидеры CRH тоже выстроились у дверей здания, взявшись за руки и не позволяя возмущённым посетителям сцепиться с полицией. Только после этого полицейские покинули место событий.

## Дальнейшие события
На следующий день Совет по религии и гомосексуальности созвал пресс-конференцию, на которой священнослужители и их жёны крайне критично отозвались о действиях городской полиции. На последовавшем вскоре суде над четырьмя представителями CRH председательствовал судья Лео Фридман — бывший адвокат, известный своими либеральными взглядами. Если в прошлом более консервативные судьи в ходе процессов над гомосексуалами не обращали внимание на противоречия и умолчания в показаниях полицейских, выступавших в качестве свидетелей, Фридман лично провёл перекрёстный допрос, показал необоснованность версии обвинения и рекомендовал присяжным вынести оправдательный вердикт. После этого он предложил CRH обратиться в суд с иском по поводу незаконных арестов.
Процесс CRH против властей Сан-Франциско стал первым процессом за права гомосексуалов, в котором сыграл активную роль Американский союз защиты гражданских свобод. Мэр Джон Шелли возложил личную ответственность за произошедшее на Кэхилла и приказал провести тщательное внутреннее расследование. Кэхилл, которому был предъявлен иск на сумму 1,5 млн долларов, распорядился прекратить облавы в барах для геев и сократил численность полицейских в штатском, задействованных в службе контроля за продажей алкоголя (англ. Alcohol Beverages Control, ABC), что привело к фактическому прекращению арестов гомосексуалов в таких барах. После завершения процесса (стороны пришли к соглашению в досудебном порядке) полицейское управление Сан-Франциско ввело должность офицера по связям с общиной ЛГБТ.
Борьба гомосексуалов Сан-Франциско за свои гражданские права получила доброжелательное освещение в прессе; политики, баллотирующиеся на публичные должности в городе, начали посещать встречи гомосексуалов, рассказывая о своих избирательных программах. Впоследствии события вокруг новогоднего бала 1965 года и влияние, которое они оказали на положение гомосексуалов в обществе, называли «сан-францисским Стоунволлом». К 50-летию этих событий в 2015 году был снят документальный фильм «Похотливые и развратные» (англ. Lewd and Lascivious).